# Florentino Mendes Pereira
Florentino Mendes Pereira (Canchungo, 4 de fevereiro de 1969) é um político guineense, antigo Ministro da Guiné Bissau. Foi secretário-geral do Partido da Renovação Social.

## Biografia
Formou-se em Contabilidade. Foi Secretário-geral do Partido da Renovação Social (PRS) de 2012 à 2021. Foi Secretário de Estado do Plano no primeiro Governo do PRS com o Partido Resistência da Guiné-Bissau – Movimento Bafata, exerceu o cargo de Ministro da Energia e Indústria em três governos. Deputado da IX Legislatura  no Círculo Eleitoral 20 [Caio/Canchungo].